# 史映奎
史映奎（？—？），中國清朝官員，直隸大興縣人。
史映奎為咸豐元年（1851年）舉人。光緒四年（1878年）任嘉義縣知縣。光緒六年（1880年）接替鄧宗堯，於台灣台北地區擔任台灣府淡水縣知縣一職，是大台北地區的地方父母官。